# Kamov Ka-126
Kamov Ka-126 (tên mã NATO Hoodlum) là một loại trực thăng thông dụng hạng nhẹ động cơ đồng trục của Liên Xô.

## Biến thể

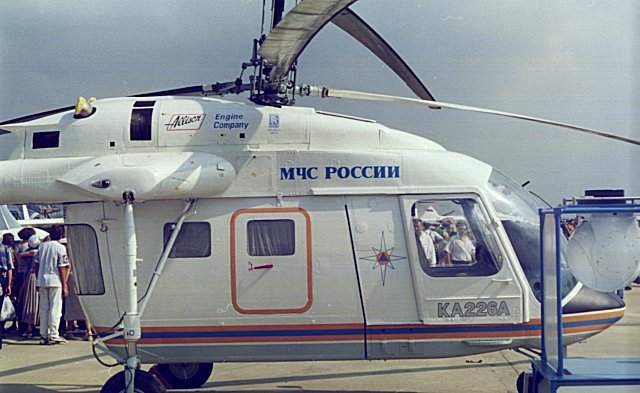

Ka-126 Hoodlum-B
V-60
Ka-128
Kamov Ka-226

## Tính năng kỹ chiến thuật (Ka-126)
Dữ liệu lấy từ Jane's All The World's Aircraft 1993–94
Đặc điểm tổng quát
- Kíp lái: 2
- Sức chứa: 6 hành khách (hoặc lượng hàng hóa tương đương)
- Tải trọng: 1.000 kg (2.205 lb)
- Chiều dài: 7,775 m (25 ft 6 in)
- Đường kính rô-to: 13 m (42 ft 7¾ in)
- Chiều cao: 4,155 m (13 ft 7½ in)
- Diện tích đĩa quay: 265,5 m² (2.856 ft²)
- Trọng lượng rỗng: 1.915 kg (4.222 lb)
- Trọng lượng cất cánh tối đa: 3.250 kg (7.165 lb)
- Động cơ: 1 × Omsk TVO-100 kiểu turboshaft, 522 kW (700 hp)

 Hiệu suất bay 
- Vận tốc cực đại: 180 km/h (97 knot, 112 mph)
- Vận tốc hành trình: 160 km/h (86 knot, 99 mph)
- Tầm bay: 713 km (384 hải lý, 443 mi)
- Thời gian bay: 5 h 36 phút
- Trần bay: 3.850 m (12.630 ft)
- Vận tốc lên cao: 6,6 m/s (1.300 ft/phút)